# Pueyrredón Rugby Club
Los inicios del Pueyrredón Rugby Club, de Mar del Plata, Argentina;  se remontan al año 1950, cuando un grupo de jóvenes que se reunía en la confitería ubicada en la esquina de San Martín y Santiago del Estero decide comenzar con la práctica de este deporte y se alinean en el club General Pueyrredón, aún hoy ubicado en Luro e Irigoyen.
En 1952 se incorporan a la flamante Unión de Rugby de Mar del Plata y llevan a cabo sus reuniones en el solar de la familia Papolla, ubicado en San Martín 2549, pero los entrenamientos se llevaban a cabo en la Plaza España.
Los primeros partidos se llevaron a cabo en el Parque Municipal de Deportes, pero en el año 1967 se decide adquirir un predio de 6 hectáreas sobre la Ruta 88, donde sin embargo nunca se llegó a construir el campo deportivo. Fue porque, en 1970, la Municipalidad cede el espacio actual, en Parque Camet y se decidió vender aquellas tierras para edificar la estructura actual.
Hace un par de años, por un convenio con la Unión de Rugby de Mar del Plata, el club se hizo cargo de los viejos vestuarios de ésta, así como de la legendaria cancha número uno, con toda su historia a cuestas.

## Historia
Un 25 de mayo de 1950 nacía en Mar del Plata una entidad formada por amigos con ganas de jugar al rugby. Pasaron los años, 4 títulos y muchas alegrías.
Cuenta la historia que entre un grupo de muchachos se juntaba en la confitería ubicada en la esquina de San Martín y Santiago del Estero, surgió la idea de comenzar a jugar al rugby y nació Pueyrredon Rugby Club. Muy cerca de allí, donde aún hoy se ubica, en el club General Pueyrredón, avenida Luro e Yrigoyen, se dieron lugar las primeras reuniones y fue en 1952, cuando la Unión de Rugby de Mar del Plata ya tenía un año, que se incorporó a la competencia.
Los entrenamientos se llevaban a cabo en la Plaza España y el solar de la familia Papolla, y en San Martín 2549 se constituyó en la primera secretaria del club.
Los primeros partidos se llevaron a cabo en el Parque Municipal de Deportes, pero en el año 1967 se decide adquirir un predio de 6 hectáreas sobre la Ruta 88, donde sin embargo nunca se llegó a construir el campo deportivo.
En 1970 la Municipalidad de General Pueyrredon le cedió un espacio dentro del Parque Camet y se decidió vender aquellas tierras para comenzar a edificar la estructura actual.
Luego de una década (la del '90) que lo tuvo como tetracampeón del rugby local en Primera división, muchos de aquellos jugadores se volcaron a ocupar los puestos directivos de la entidad y darle un pequeño respiro a los mayores que hasta el momento habían llevado adelante a la entidad: Pascual Ramos, Tito Romani, Norberto Picho Fresno, Pichón Rodríguez Huerta, Cacho Bibbó, Hugo Cangini, Jorge Cabarcos y Oscar Portunato, entre otros.
La nueva "sangre" (Bruno Anastasía, Raul Toma, Mauro Donatini, Fernando Parra, Guillermo Fioriti, Germán Stantien, Carlos Testini, Pablo Pugliese, Roberto Mesquida, Osvaldo "Tato" Lorenzi, José Cafiero, Marcelo Sarobe, Pablo Baviello y Nicolas Llugdar, entre otros), con el apoyo del Consejo de Mayores, disfrutan de un presente que habla de tres canchas de rugby, cancha de hockey sobre césped, confortables vestuarios, confitería y quincho con todas las comodidades necesarias, un nutrido plantel superior, con varios de sus jugadores colaborando con los maestros de rugby, todas las divisiones para participar del Bloque principal de Juveniles y un rugby infantil que ya tiene más de 160 chicos dando vueltas por el Club todos los sábados, muchos de ellos hijos de exjugadores de la entidad.
- Datos: Q9064639